# Dimbodius
Marcus Eje André Dimbodius, född 31 juli 1976, är en svensk artist och låtskrivare från Göteborg. 
Dimbodius skapar musik med rötter i det brittiska 80-talets mörkare vatten. 
Efter att ha varit omtalad  på indiescenen som nykomling kom den egeninspelade debuten Not Love EP år 2000, utgiven på familjeägda Evenco. Låtarna Until the end och Struck by the sadness of love var bland de första låtarna från en "osignad" artist att rotera på Sveriges Radio P3. 
Uppföljaren While we fall lät vänta på sig i fyra år. Singeln "Half a lover" roterade under 2005 på Svensk radio och Dimbodius med band spelade under sommaren 2005 på Arvikafestivalen.
I början av oktober 2012 annonserade Dimbodius på sin hemsida att han släpper ett nytt album med titeln "Sisyphus' surrender" den 14 november 2012. Albumet är producerat av Andreas Dahlbäck med gästsång av Nina Kinert. 

## Diskografi
- 2000 - Not Love EP (EP, Evenco)
- 2004 - Hands let go (3-spårssingel, Evenco)
- 2004 - While we fall (Album, Evenco)
- 2005 - Half a lover (3-spårssingel, Evenco)
- 2011 - Chastity Fields (singel, november, Evenco)
- 2012 - Killers (singel, april, Evenco)